# Élections au Parlement basque de 1986
Les élections au Parlement basque de 1986 (en basque : 1986ko Eusko Legebiltzarrerako hauteskundeak, en espagnol : Elecciones al Parlamento Vasco de 1986) se tiennent le dimanche 30 novembre 1986 afin d'élire les 75 députés de la IIIe législature du Parlement basque pour un mandat de quatre ans.

## Contexte
Au début de la IIe législature, en avril 1984, le président du gouvernement sortant Carlos Garaikoetxea, membre du Parti nationaliste basque (EAJ-PNV), est reconduit pour un second mandat par le Parlement avec le soutien des seuls députés de sa formation.
Le 18 décembre suivant, l'assemblée nationale de l'EAJ-PNV vote une motion de défiance à l'encontre de Carlos Garaikotxea et de son gouvernement, principalement en raison d'un conflit autour de la loi relative aux territoires historiques et à la répartition des compétences entre le gouvernement de la communauté autonome et les institutions provinciales. Le député général du Guipuscoa José Antonio Ardanza est désigné trois jours plus tard comme candidat à la direction de l'exécutif, recevant l'investiture des députés le 24 janvier 1985 par 34 voix favorables.
José Antonio Ardanza annonce le 25 septembre 1986 aux membres de son gouvernement sa volonté de dissoudre le Parlement et d'appeler à des élections anticipées. Cette décision est la conséquence d'une rupture interne au Parti nationaliste basque qui perd 11 de ses 32 députés, réduisant à néant la capacité de l'équipe exécutive à gouverner. Il indique le lendemain que le scrutin se tiendra le 30 novembre.

## Mode de scrutin
Le Parlement basque (Eusko Legebiltzarra, Parlamento Vasco) est l'assemblée législative monocamérale de la communauté autonome du Pays basque.

### Nombre de députés
L'article 26 du statut d'autonomie de 1979 dit « de Guernica » dispose que le Parlement sera composé d'un nombre égal de députés représentant les territoires historiques — l'Alava, le Guipuscoa et la Biscaye — et élu pour une période de quatre ans. En vertu de l'article 9 de la loi 28/1983 relative aux élections au Parlement basque, le nombre de députés par circonscription est fixé à 25, ce qui établit la composition de l'hémicycle parlementaire à 75 parlementaires.

### Convocation et candidatures
Conformément aux articles 45 et 46 de la loi électorale 28/1983, les élections sont convoquées par le président du gouvernement basque au moyen d'un décret qui fixe la date du scrutin. Celui-ci doit intervenir entre 36 et 45 jours après la publication du décret au Journal officiel (Boletín Oficial del País Vasco, BOPV),.
Peuvent présenter des candidatures : 
- les partis, associations et fédérations politiques inscrits au registre des associations politiques du ministère de l'Intérieur ;
- les coalitions électorales formées par les entités précitées ;
- les groupes d'électeurs, à la condition d'avoir réuni les parrainages d'au moins 500 électeurs de la circonscription électorale concernée[12].

Tous les candidats doivent être résidents enregistrés au Pays basque, ou prouver que leur dernière domiciliation administrative se trouvait sur le territoire basque s'ils sont expatriés,.

### Répartition des sièges
Le Parlement est élu au scrutin proportionnel d'Hondt. La répartition des sièges est opérée de la manière suivante : 
- les listes sont classées par ordre décroissant selon le nombre de votes obtenus ;
- le nombre de votes de chaque liste est divisé par 1, puis 2, puis 3... jusqu'au nombre total de sièges à pourvoir ;
- les sièges sont attribués aux quotients les plus élevés, toutes listes confondues, par ordre décroissant jusqu'au dernier siège à pourvoir

Seules les listes ayant remporté au moins 5 % des suffrages exprimés dans la circonscription concernée, ce qui exclut les votes nuls et les votes blancs, participent à cette répartition.

## Campagne

### Forces politiques
| Force politique | Force politique                                                                        | Force politique | Chef de file                                     | Idéologie                                                               | Résultats en 1984           |
| --------------- | -------------------------------------------------------------------------------------- | --------------- | ------------------------------------------------ | ----------------------------------------------------------------------- | --------------------------- |
|                 | Parti nationaliste basque (eu) Euzko Alderdi Jeltzalea (es) Partido Nacionalista Vasco | EAJ-PNV         | José Antonio Ardanza (Président du gouvernement) | Centre droit Nationalisme, démocratie chrétienne, libéral-conservatisme | 42,01 % des voix 32 députés |
|                 | Parti socialiste du Pays basque-PSOE (es) Partido Socialista de Euskadi-PSOE           | PSE-PSOE        | Txiki Benegas                                    | Centre gauche Social-démocratie, progressisme                           | 23,07 % des voix 19 députés |
|                 | Union populaire (eu) Herri Batasuna                                                    | HB              | Iñaki Esnaola (es)                               | Extrême gauche Nationalisme, socialisme révolutionnaire, marxisme       | 14,65 % des voix 11 députés |
|                 | Coalition populaire (es) Coalición Popular                                             | AP-PL           | Julen Guimón (es)                                | Centre droit à droite Conservatisme, libéralisme                        | 9,36 % des voix 7 députés   |
|                 | Gauche basque (eu) Euskadiko Ezkerra                                                   | EE              | Juan María Bandrés (es)                          | Gauche Nationalisme, socialisme                                         | 7,98 % des voix 6 députés   |
|                 | Solidarité basque (eu) Eusko Alkartasuna                                               | EA              | Carlos Garaikoetxea                              | Centre gauche Nationalisme, social-démocratie, écologie                 | Scission du PNV             |

## Résultats

### Total régional
| Représentation en hémicycle sur un axe gauche-droite du résultat. |                                                 |           |       |      |        |               |
| Partis                                                            | Partis                                          | Voix      | %     | +/-  | Sièges | +/-           |
|                                                                   | Parti nationaliste basque (EAJ-PNV)             | 271 208   | 23,71 | 18,3 | 17     | 15            |
|                                                                   | Parti socialiste du Pays basque-PSOE (PSE-PSOE) | 252 233   | 22,05 | 1,02 | 19     | en stagnation |
|                                                                   | Union populaire (HB)                            | 199 900   | 17,47 | 2,82 | 13     | 2             |
|                                                                   | Solidarité basque (EA)                          | 181 175   | 15,84 | Nv.  | 13     | 13            |
|                                                                   | Gauche basque (EE)                              | 124 423   | 10,88 | 2,9  | 9      | 3             |
|                                                                   | Coalition populaire (AP-PL)                     | 55 606    | 4,86  | 4,5  | 2      | 5             |
|                                                                   | Centre démocratique et social (CDS)             | 40 445    | 3,54  | Nv.  | 2      | 2             |
|                                                                   | Gauche unie (EB)                                | 6 750     | 0,59  | Nv.  | 0      | en stagnation |
|                                                                   | Parti communiste du Pays basque (PCE-EPK)       | 5 675     | 0,50  | 0,9  | 0      | en stagnation |
|                                                                   | Parti socialiste des travailleurs (PST) (es)    | 2 925     | 0,26  | 0,06 | 0      | en stagnation |
|                                                                   | Autres candidatures                             | 3 692     | 0,32  | –    | 0      | en stagnation |
|                                                                   |                                                 |           |       |      |        |               |
| Votes valides                                                     | Votes valides                                   | 1 144 075 | 98,99 |      |        |               |
| Votes blancs                                                      | Votes blancs                                    | 5 003     | 0,43  |      |        |               |
| Votes nuls                                                        | Votes nuls                                      | 6 737     | 0,58  |      |        |               |
| Total                                                             | Total                                           | 1 155 815 | 100   | –    | 75     | en stagnation |
| Abstentions                                                       | Abstentions                                     | 504 328   | 30,38 |      |        |               |
| Inscrits / Participation                                          | Inscrits / Participation                        | 1 660 143 | 69,62 |      |        |               |

### Par circonscription
|             |             |         |         |        |               |         |         |        |               |         |         |        |               |  |  |  |  |
| Sièges      | Sièges      | 25      | 25      | 25     | en stagnation | 25      | 25      | 25     | en stagnation | 25      | 25      | 25     | en stagnation |  |  |  |  |
|             |             |         |         |        |               |         |         |        |               |         |         |        |               |  |  |  |  |
|             |             | Nombre  | Nombre  | %      | %             | Nombre  | Nombre  | %      | %             | Nombre  | Nombre  | %      | %             |  |  |  |  |
| Inscrits    | Inscrits    | 200 348 | 200 348 | 100    | 100           | 918 685 | 918 685 | 100    | 100           | 541 110 | 541 110 | 100    | 100           |  |  |  |  |
| Abstentions | Abstentions | 59 551  | 59 551  | 29,72  | 29,72         | 277 747 | 277 747 | 30,23  | 30,23         | 167 030 | 167 030 | 30,87  | 30,87         |  |  |  |  |
| Votants     | Votants     | 140 797 | 140 797 | 70,28  | 70,28         | 640 938 | 640 938 | 69,77  | 69,77         | 374 080 | 374 080 | 69,13  | 69,13         |  |  |  |  |
| Nuls        | Nuls        | 892     | 892     | 0,63   | 0,63          | 3 169   | 3 169   | 0,49   | 0,49          | 2 676   | 2 676   | 0,72   | 0,72          |  |  |  |  |
| Blancs      | Blancs      | 799     | 799     | 0,57   | 0,57          | 2 798   | 2 798   | 0,44   | 0,44          | 1 406   | 1 406   | 0,38   | 0,38          |  |  |  |  |
| Exprimés    | Exprimés    | 139 106 | 139 106 | 98,80  | 98,80         | 634 971 | 634 971 | 99,07  | 99,07         | 369 998 | 369 998 | 98,90  | 98,90         |  |  |  |  |
|             |             |         |         |        |               |         |         |        |               |         |         |        |               |  |  |  |  |
| Partis      | Partis      | Voix    | %       | Sièges | +/−           | Voix    | %       | Sièges | +/−           | Voix    | %       | Sièges | +/−           |  |  |  |  |
|             | EAJ-PNV     | 28 103  | 20,20   | 5      | 4             | 183 766 | 28,94   | 8      | 4             | 59 339  | 16,04   | 4      | 7             |  |  |  |  |
|             | PSE-PSOE    | 34 806  | 25,02   | 7      | en stagnation | 143 387 | 22,58   | 6      | en stagnation | 74 040  | 20,01   | 6      | en stagnation |  |  |  |  |
|             | HB          | 17 912  | 12,88   | 3      | en stagnation | 101 733 | 16,02   | 4      | 1             | 80 255  | 21,69   | 6      | 1             |  |  |  |  |
|             | EA          | 20 349  | 14,63   | 4      | 4             | 74 921  | 11,80   | 3      | 3             | 85 905  | 23,22   | 6      | 6             |  |  |  |  |
|             | EE          | 15 277  | 10,98   | 3      | 1             | 65 116  | 10,25   | 3      | 1             | 44 030  | 11,90   | 3      | 1             |  |  |  |  |
|             | AP-PL       | 9 584   | 6,89    | 1      | 3             | 32 764  | 5,16    | 1      | 1             | 13 258  | 3,58    | 0      | 1             |  |  |  |  |
|             | CDS         | 11 195  | 8,05    | 2      | 2             | 20 387  | 3,21    | 0      | en stagnation | 8 863   | 2,40    | 0      | en stagnation |  |  |  |  |
|             | Autres      | 1 837   | 1,32    |        |               | 12 897  | 2,03    |        |               | 4 308   | 1,16    |        |               |  |  |  |  |

## Analyse et conséquences
Après avoir refusé le 7 février 1987 de souscrire au pacte de gouvernement conclu entre Solidarité basque et la Gauche basque, le Parti socialiste du Pays basque-PSOE conclut le 17 février un accord de principes pour une gouvernance partagée avec le Parti nationaliste basque,. L'entente définitive est ratifiée six jours plus tard et José Antonio Ardanza est réélu président du gouvernement basque par 38 voix favorables — le Centre démocratique et social ajoutant ses voix au Parti nationaliste et au Parti socialiste — le 26 février.